# Хжан, Ян Непомуцен
Ян Непомуцен Хжан (пол. Jan Nepomucen Chrzan; 25 апреля 1885, Гостычина, Великопольское воеводство — 1 июля 1942, Дахау, Бавария) — блаженный Римско-католической церкви, священник, мученик. Входит в число 108 блаженных польских мучеников, беатифицированных римским папой Иоанном Павлом II во время его посещения Варшавы 13 июня 1999 года.

## Биография
В 1906 году окончил гимназию в городе Острув-Велькопольски, после чего обучался в семинариях в Познани и Гнезно. 30 января 1910 года был рукоположён в священника. В 1915—1917 годах служил в различных католических приходах в Беганове, Жеркуве, где исполнял обязанности приходского настоятеля.
Был арестован немецкими оккупационными властями в октябре 1941 года и препровождён в концентрационный лагерь Дахау, где погиб 1 июля 1942 года. Его концентрационный номер — 28097.

## Прославление
13 июня 1999 года был беатифицирован римским папой Иоанном Павлом II вместе с другими польскими мучениками Второй мировой войны.
День памяти — 12 июня.